# Thomas Christiansen
Thomas Christiansen Tarín (Hadsund, 11 maart 1973) is een Spaans-Deens voetbalcoach en voormalig profvoetballer. Hij speelde als aanvaller bij onder anderen FC Barcelona en Hannover 96.

## Clubvoetbal
Christiansen is de zoon van een Deens vader en een Spaanse moeder. Hij speelde in eigen land als jeugdspeler bij onder meer Brøndby IF. In juli 1990 werd Christiansen gecontracteerd door FC Barcelona, waar destijds ook de Deense stervoetballer Michael Laudrup speelde. Christiansen ging in eerste instantie voor FC Barcelona B spelen. Hij debuteerde in het eerste elftal van de Catalaanse club in februari 1993 in het duel om de UEFA Super Cup tegen Werder Bremen. Mede door blessures wist Christiansen zich bij FC Barcelona niet op te werken tot een vaste waarde en verhuurperiodes bij Sporting de Gijón (1993), CA Osasuna (1993/1994) en Racing Santander (1994/1995) volgden. In 1995 werd Christiansen door FC Barcelona verkocht aan Real Oviedo, waar hij tot 1997 speelde. Via verschillende kleinere clubs kwam hij in 2000 in Duitsland terecht, waar Christiansen voor VfL Bochum (2000-2003) en Hannover 96 (2003-2006) speelde. In het seizoen 2002/03 werd de aanvaller samen met Giovane Élber, de Braziliaans spits van Bayern München, topscorer van de Bundesliga met 21 doelpunten. In 2006 besloot Christiansen zijn loopbaan als profvoetballer te beëindigen, na verschillende blessures met bijkomende operaties aan zijn knie en scheenbeen.

## Statistieken
| Seizoen | Club              | Competitie         | Wed. | Goals |
| ------- | ----------------- | ------------------ | ---- | ----- |
| 1992/93 | Sporting de Gijón | Segunda División A | 10   | 4     |
| 1993/94 | CA Osasuna        | Segunda División A | 14   | 1     |
| 1994/95 | Racing Santander  | Segunda División A | 15   | 1     |
| 1995/96 | Real Oviedo       | Primera División   | 16   | 5     |
| 1996/97 | Real Oviedo       | Primera División   | 31   | 0     |
| 1997/98 | Real Oviedo       | Primera División   | 3    | 0     |
| 1997/98 | Villarreal CF     | Segunda División A | ??   | ??    |
| 1998/99 | Terrassa FC       | Segunda División B | 17   | 5     |
| 1999/00 | Panionios         | Alpha Ethniki      | 12   | 3     |
| 1999/00 | Herfølge BK       | SAS Ligaen         | 4    | 2     |
| 2000/01 | VfL Bochum        | Bundesliga         | 12   | 1     |
| 2001/02 | VfL Bochum        | 2. Bundesliga      | 29   | 17    |
| 2002/03 | VfL Bochum        | Bundesliga         | 34   | 21    |
| 2003/04 | Hannover 96       | Bundesliga         | 26   | 9     |
| 2004/05 | Hannover 96       | Bundesliga         | 26   | 2     |
| 2005/06 | Hannover 96       | Bundesliga         | 4    | 1     |

## Interlandcarrière
Christiansen speelde twee interlands voor het Spaans nationaal elftal. Zijn debuut maakte hij op 27 januari 1993 tegen Mexico. Christiansen was destijds nog speler van FC Barcelona B. Daarmee was hij de eerste en tot nu toe tevens enige speler van het tweede elftal van FC Barcelona die geselecteerd werd voor het Spaans nationaal elftal. Op 24 februari 1993 speelde Christiansen tegen Litouwen zijn tweede en laatste interland. In dit kwalificatieduel voor het WK 1994 maakte de aanvaller een van de vijf Spaanse doelpunten.

## Erelijst
Als speler
| UEFA Super Cup | 1x | 1992 |

| Competitie                              | Winnaar         | Winnaar         | Runner-up       | Runner-up       | Derde           | Derde           |
| Competitie                              | Aantal          | Jaren           | Aantal          | Jaren           | Aantal          | Jaren           |
| Spanje onder 21                         | Spanje onder 21 | Spanje onder 21 | Spanje onder 21 | Spanje onder 21 | Spanje onder 21 | Spanje onder 21 |
| --------------------------------------- | --------------- | --------------- | --------------- | --------------- | --------------- | --------------- |
| Europees kampioenschap voetbal onder 21 |                 |                 |                 |                 | 1x              | 1994            |

Als trainer
| A Divizion | 1x | 2016/17 |

Individueel
- Topscoorder Bundesliga (gedeeld met Giovane Élber): 21 doelpunten in seizoen 2002/03